# Ландсбергис, Витаутас Витаутасович
Ви́таутас Ви́таутасович Ла́ндсбергис (род. 18 октября 1932, Каунас) — литовский государственный и общественный деятель, политик, музыковед, искусствовед, публицист. Лидер движения за независимость Литвы Саюдис, а также глава государства после обретения независимости от СССР до 1992 года. С 2004 по 2014 год — член Европейского парламента, председатель Верховного Совета Литвы (1990—1992), Сейма Литовской Республики в 1992 и 1996—2000.

## Биография
Родился в семье литовского архитектора Витаутаса Ландсбергиса-Жямкальниса, министра коммунального хозяйства во Временном правительстве Литвы, и врача-окулиста Оны Яблонските-Ландсбергене. Матери Витаутаса Ландсбергиса за спасение евреев в годы немецкой оккупации Литвы израильский национальный мемориал Катастрофы Яд ва-Шем присвоил звание Праведника мира (1995). В Каунасе окончил среднюю школу и музыкальную школу имени Юозаса Груодиса. Учился в Государственной консерватории Литовской ССР в Вильнюсе (1950—1955). В эмиграцию вслед за отцом не спешил.

## Педагогическая и научная деятельность
Преподавал в музыкальной школе имени М. К. Чюрлёниса (ныне Национальная гимназия искусств имени М. К. Чюрлёниса) и в Вильнюсском педагогическом университете, с 1974 года — в Вильнюсской консерватории (ныне Литовская музыкальная академия) на кафедре научного коммунизма, в 1978—1990 гг. и. о. профессора. В 1969 году защитил диссертацию на соискание учёной степени кандидата искусствоведения о композиторском творчестве Микалоюса Чюрлёниса. В 1994 году защитил докторскую диссертацию. Входил в состав редколлегии Главного издательства энциклопедии Литовской ССР. Был членом правления и секретариата Союза композиторов Литвы. Председатель Общества М. К. Чюрлёниса и почётный председатель Литовской шахматной федерации.
Ландсбергису принадлежит свыше тридцати книг. Он исследовал, главным образом, творчество М. К. Чюрлёниса: книги «Соната весны» (Pavasario sonata; 1965), «Творчество Чюрлёниса» (1975), «Венок Чюрлёнису» (Vainikas Čiurlioniui; 1980) и другие; составитель и редактор изданий музыкальных произведений Чюрлёниса. Выпустил также монографию о Чеславе Сосновском (Česlovo Sasnausko gyvenimas ir darbai; 1980), сборник музыкально-критических статей Geresnės muzikos troškimas (1990).
Позднее выходили главным образом книги публицистики и политических мемуаров „Atgavę viltį“ (1990), „Laisvės byla“ (1992), „Kryžkelė“ (1995), „Sunki laisvė: 1991 m. ruduo — 1992 m. ruduo“ (2000), также политическая автобиография „Lūžis prie Baltijos“ (1997).
Под псевдонимом Jonas Žemkalnis издал две книги стихотворных рефлексий „Intermezzo“ (1991) и „Intermezzo non finito“ (2004).

## Политическая деятельность
В июне 1988 года был избран в инициативную группу Саюдиса (первоначально «Литовское движение за перестройку»). На учредительном съезде Саюдиса 22—23 октября 1988 избран в Сейм и Совет Сейма Саюдиса. С ноября 1988 по апрель 1990 года — председатель Совета Сейма Саюдиса, с декабря 1991 года — почётный председатель.
В марте 1989 года избран народным депутатом СССР и участвовал в Съезде народных депутатов. Инициировал на съезде народных депутатов СССР депутатский запрос по правовой оценке пакта Молотова — Риббентропа.
11 марта 1990 года при его активном участии Верховный Совет Литовской ССР принял декларацию о восстановлении независимости Литвы. В тот же день он был избран председателем Верховного Совета Литвы. C этого момента начался его конфликт с составом Верховного Совета, который, как он утверждал, был прокоммунистическим и препятствовал его политике. Сторонники Ландсбергиса в конце концов сформировали партию Союз Отечества (лит. Tėvynės Sąjunga) и выступили против Демократической партии труда Литвы (лит. Lietuvos demokratinė darbo partija - LDDP) под руководством Альгирдаса Бразаускаса. Избирался председателем партии Союз Отечества в 1993 и переизбирался (1995, 1998, 2000); с 2003 года председатель её политического комитета и член президиума.
В момент основания Литовской консервативной партии (1993) был избран её председателем и занимал эту должность до 2003 (переизбрания в 1995, 1998, 2000); с 2003 года председатель её политического комитета и член президиума. На президентских выборах 1997 года занял третье место с 15,92 % голосов.
Председатель Верховного Совета Литвы (1990—1992), Сейма Литовской Республики в 1992 и 1996—2000.
По его инициативе Сейм (за 48, против 0, воздержались 3) признал правовым актом современной Литовской Республики декларацию Временного Правительства Литвы от 23 июня 1941 г., однако это решение не было подписано Президентом Литвы.
С июня 2004 года был членом Европейского парламента и входил в крупнейшую фракцию Европейской народной партии (христианские демократы) и Европейские демократы (European People’s Party (Christian Democrats) and European Democrats). Был вновь избран от Союза отечества — Христианских демократов Литвы в Европарламент на выборах, прошедших в Литве 7 июня 2009 года. В 2014 году не переизбран.
В 2005 году Ландсбергис заявил, что Европейский союз должен запретить не только нацистскую, но и коммунистическую символику. Слова политика вызвали неоднозначную реакцию в обществе.
В 2019 году подписал «Открытое письмо против политических репрессий в России».
30 июня 2022 года Сейм Литовской Республики наделил В. Ландсбергиса статусом главы государства.

## Увлечение
В молодости Ландсбергис был достаточно сильным шахматистом и добивался серьезных успехов на республиканском уровне. Он дважды участвовал в чемпионатах Литовской ССР. В чемпионате 1951 г. он набрал 7½ очка из 15 и занял 7-е место. В чемпионате 1952 г. он набрал 9½ очка из 13 и разделил 2—4 места с В. И. Микенасом и Е. С. Чукаевым (чемпионом республики оба раза становился Р. Д. Холмов).

## Семья
Жена — пианистка Гражина Ручите-Ландсбергене. Его дочери Юрате и Бируте стали музыкантами, сын Витаутас В. Ландсбергис — писатель и кинорежиссёр. Внук (сын Витаутаса) Габриэлюс — бывший лидер партии Союз Отечества—Литовские христианские демократы, министр иностранных дел Литвы в правительстве Ингриды Шимоните (с 19.11.2020 до 12.12.2024).

## Награды
- Золотая цепь ордена Витаутаса Великого (3 февраля 2003 года)[8].
- Большой крест ордена Витаутаса Великого (9 марта 1998 года)[9].
- Большой крест ордена Креста Витиса (16 октября 2012 года)[10].
- Медаль Независимости Литвы (1 июля 2000 года)[11].
- Памятный знак за личный вклад в развитие трансатлантических отношений Литвы и по случаю приглашения Литовской Республики в НАТО (12 февраля 2003 года, Литва)[12].
- Медаль по случаю двадцатой годовщины восстановления независимости Литвы (2 марта 2010 года, Литва)[13].
- Памятный знак за личный вклад в председательство Литвы в Совете Европейского Союза в 2013 году (30 декабря 2013 года, Литва)[14].
- Звезда стрелков (1991, Литва).
- Великий офицер ордена Трёх звёзд (2001, Латвия).
- Орден Креста земли Марии I степени (4 февраля 2002 года, Эстония)[15]
- Орден Свободы (6 декабря 2017 года, Украина) — за выдающийся личный вклад в развитие украинско-литовских межгосударственных отношений[16].
- Орден Победы имени Святого Георгия (10 марта 2009 года, Грузия)[17].
- Большой крест ордена Почётного легиона (2016, Франция).
- Великий офицер ордена Почётного легиона (1997, Франция).
- Большой крест ордена Заслуг перед Республикой Польша (1999, Польша).
- Большой крест ордена Заслуг (1998, Норвегия).
- Большой крест ордена Почёта (1999, Греция).
- Большой крест ордена Заслуг (2012, Венгрия)[18].
- Большой крест ордена Заслуг pro Merito Melitensi (1999, Мальтийский орден).
- Большой крест ордена Короны Румынии (2015, Румыния)[19].
- Орден Плеяды (2000, Франкофония).
- Медаль Балтийской ассамблеи (2004)[20].
- Заслуженный деятель искусств Литовской ССР (1982).
- Национальная премия Литвы по культуре и искусству (2011).
- Государственная премия Литовской ССР (1976).
- Почётный гражданин города Каунас (27 января 1994 года)[21].
- Почётный доктор Клайпедского университета (1997).
- Почётный доктор Академии государственного управления при Президенте Азербайджанской Республики (2012, Азербайджан)[22].

## Издания на русском языке
- Соната весны. Творчество М. К. Чюрлёниса. — Л.: Музыка, 1971
- Творчество Чюрлёниса. (Соната весны) — Л.: Музыка, 1975
- Литовский фольклорный театр. — Вильнюс, 1982